# 이카호정
이카호정(일본어: 伊香保町)은 일본 군마현 중부, 기타군마군에 존재했던 정이다.
2006년 2월 20일에 시부카와시, 기타군마군 오노가미촌·고모치촌, 세타군 아카기촌·기타치바나촌과 함께 대등 합병해 새로운 시부카와 시가 되었다.
이카호온천은 도쿄 주변 사람들의 행락지로 유명하다.또한 명물로 미즈사와 우동 등이 있다.

## 역사
- 1889년 4월 1일 - 정촌제 시행과 함께 니시군마군 이카호촌이 성립하였다.
- 1896년 - 니시군마군과 가타오카군이 합병해 군마군이 되어 군마군 이카호정이 되었다.
- 2006년 - 오노가미촌·고모치촌, 세타군 아카기촌·기타치바나촌과 신설 합병해 새로운 시부카와시가 되어 소멸하였다.

## 교통

### 도로
- 간에쓰 자동차도 - 시부카와 이카호IC